# Michele Serena
Pour les articles homonymes, voir Serena (homonymie).
Michele Serena  est un footballeur italien, né le 10 mars 1970 à Mestre, évoluant au poste de défenseur et aujourd'hui entraîneur.

## Carrière de joueur
- 1986-1987 : Mestre  Italie
- 1987-déc. 1989 : Venezia Calcio  Italie
- jan. 1990-1990 : Juventus  Italie
- 1990-1991 : AC Monza  Italie
- 1991-1992 : Hellas Vérone  Italie
- 1992-1995 : Sampdoria  Italie
- 1995-1998 : AC Fiorentina  Italie
- 1998-1999 : Atlético de Madrid  Espagne
- 1999-jan. 2000 : Parme FC  Italie
- jan. 2000-2003 : Inter Milan  Italie
- 2003-2004 : KF Skënderbeu Korçë  Albanie

## Carrière d'entraîneur
- 2006-2008 :  Venezia Calcio (équipes de jeunes)
- mars 2008-nov. 2008 :  Venezia Calcio
- fév. 2009-2009 :  Venezia Calcio
- 2009-jan. 2011 :  AC Mantova
- jan. 2011-2011 :  US Grosseto FC
- oct. 2011-jan. 2013 :  Spezia Calcio
- fév. 2014-2014 :  Calcio Padoue
- oct. 2014-2015 :  Venise FC
- 2015-nov. 2015 :  Feralpisalò
- fév. 2017-fév. 2018 :  Feralpisalò
- déc. 2018-fév. 2019 :  L.R. Vicence
- déc. 2021-mars 2022 :  FC Legnago

## Palmarès de joueur
- 1 sélection et 0 but avec l'équipe d'Italie en 1998.
- 3 coupe d'Italie : 1989-1990 Juventus FC - 1993-1994 Sampdoria - 1995-1996 AC Fiorentina
- 2 Supercoupe d'Italie : 1996 AC Fiorentina - 1999 Parme FC
- 1 Coupe UEFA : 1989-90 Juventus FC